# Retribución flexible
La retribución flexible, también conocida como salario en especie, puede ser definida como la provisión de un servicio, derecho o bien a todos los empleados de una compañía, de manera gratuita o a un coste menor que el del mercado.
Este sistema de retribución permite al empleado elegir qué porción de su salario quiere recibir en efectivo y qué parte en forma de servicios o productos. Para la empresa, esto representa una manera de proporcionar mejores condiciones y retribuciones a sus empleados sin tener que asumir costes adicionales o incrementos salariales en la mayoría de los casos. 
Normalmente, es el empleado quien asume el coste de estos beneficios dentro de su sueldo, lo que puede generar importantes ventajas fiscales, ya que no son considerados rendimientos gravables en el impuesto sobre la renta. De esta forma, el empleado puede experimentar un aumento en su sueldo sin que esto suponga un gasto extra para la empresa. Por ejemplo, En España, los tiques restaurante, los seguros médicos (hasta cierto importe) y guardería no suponen retribución en especie y la entrega de automóviles tiene un tratamiento fiscal ventajoso.[cita requerida]
Las retribuciones en especie son consideradas en general retribución sometidas al impuesto sobre la renta, aunque las leyes suelen establecer algunas excepciones a las que suelen acoger las empresas para rebajar la carga fiscal de sus empleados. En otros casos, aunque la ley las someta al impuesto tienen un tratamiento más favorable que el cobro en efectivo que provocan una utilización fiscal de las mismas.
En España, el artículo 42 de la Ley 35/2006, de 28 de noviembre, del IRPF y de modificación parcial de las leyes de los Impuestos sobre Sociedades, sobre la Renta de no Residentes y sobre el Patrimonio, establece qué productos son susceptibles de considerarse rentas en especie y, por tanto, de ser incluidos en un programa de retribución flexible.